# Werner Ebenbauer
Werner Ebenbauer (ur. 26 maja 1973 w Schladming) – austriacki snowboardzista, brązowy medalista mistrzostw świata.

## Kariera
Po raz pierwszy na arenie międzynarodowej pojawił się 20 grudnia 1997 roku w Haus im Ennstal, gdzie w zawodach FIS Race zajął drugie miejsce w slalomie równoległym (PSL). Nigdy nie wystartował na mistrzostwach świata juniorów.
W Pucharze Świata zadebiutował 13 stycznia 1998 roku w Lienzu, gdzie zajął 10. miejsce w gigancie. Tym samym już w swoim debiucie wywalczył pierwsze pucharowe punkty. Na podium zawodów pucharowych po raz pierwszy stanął 12 marca 1998 roku w Tandådalen, kończąc rywalizację w PSL na trzeciej pozycji. W zawodach tych wyprzedzili go jedynie Niemiec Dieter Moherndl i Dejan Košir ze Słowenii. Łącznie pięć razy stawał na podium zawodów PŚ, odnosząc przy tym jedno zwycięstwo: 13 listopada 1998 w Zell am See triumfował w PSL. Najlepsze wyniki osiągnął w sezonie 1998/1999, kiedy to zajął dziesiąte miejsce w klasyfikacji generalnej, a w klasyfikacji slalomu był czwarty.
Jego największym sukcesem jest brązowy medal w slalomie równoległym zdobyty na mistrzostwach świata w Berchtesgaden w 1999 roku. Lepsi okazali się tam tylko dwaj Francuzi: Nicolas Huet i Mathieu Bozzetto. Na tej samej imprezie był też między innymi szósty w snowcrossie. Nie startował na igrzyskach olimpijskich.
W 2003 r. zakończył karierę.

## Osiągnięcia

### Mistrzostwa świata
| Miejsce | Dzień       | Rok  | Miejscowość          | Konkurencja       | Zwycięzca           |
| ------- | ----------- | ---- | -------------------- | ----------------- | ------------------- |
| 58.     | 13 stycznia | 1999 | Berchtesgaden        | Gigant            | Markus Ebner        |
| 17.     | 14 stycznia | 1999 | Berchtesgaden        | Gigant równoległy | Richard Richardsson |
| 3.      | 15 stycznia | 1999 | Berchtesgaden        | Slalom równoległy | Nicolas Huet        |
| 6.      | 17 stycznia | 1999 | Berchtesgaden        | Snowboardcross    | Henrik Jansson      |
| 7.      | 24 stycznia | 2001 | Madonna di Campiglio | Gigant równoległy | Nicolas Huet        |
| 50.     | 26 stycznia | 2001 | Madonna di Campiglio | Slalom równoległy | Gilles Jaquet       |
| 31.     | 28 stycznia | 2001 | Madonna di Campiglio | Snowboardcross    | Guillaume Nantermod |

### Puchar Świata

#### Miejsca w klasyfikacji generalnej
- sezon 1997/1998: 42.
- sezon 1998/1999: 10.
- sezon 1999/2000: 20.
- sezon 2000/2001: 18.
- sezon 2001/2002: -
- sezon 2002/2003: -

#### Miejsca na podium
1. Tandådalen – 12 marca 1998 (slalom równoległy) - 3. miejsce
2. Zell am See – 13 listopada 1998 (slalom równoległy) - 1. miejsce
3. Ischgl – 2 grudnia 1998 (slalom równoległy) - 2. miejsce
4. Morzine – 5 stycznia 1999 (slalom równoległy) - 3. miejsce
5. Kreischberg – 5 stycznia 2001 (snowross) - 3. miejsce